# Szellemek háza
A Szellemek háza (eredeti cím: Winchester) 2018-ban bemutatott ausztrál természetfeletti horrorfilm, melynek rendezője Peter Spierig és Michael Spierig, forgatókönyvírója Spierigék és Tom Vaughan. A film megtörtént események alapján készült. A főszerepben Helen Mirren, Jason Clarke és Sarah Snook láthatóak. Az Amerikai Egyesült Államokban 2018. február 22-én, Ausztráliában február 2-án, Magyarországon pedig március 15-én jelent meg.
Általánosságban negatív véleményeket kapott a kritikusoktól, akik „unalmasnak” és „értelmetlennek” nevezték az alkotást. A Metacritic oldalán a film értékelése 28% a 100-ból, ami 18 véleményen alapul. A Rotten Tomatoeson a Szellemek háza 13%-os minősítést kapott 99 értékelés alapján. Jelenleg világszerte több mint 38,5 millió dolláros bevételnél tart. A film főszereplője Sarah Winchester, akit szellemek kísértenek az ő San José-ban lévő kastélyában.

## Cselekménye
Sarah Winchester (Helen Mirren), a híres "Ismétlőfegyver-vállalat" tulajdonos, William Wirt Winchester özvegye lett. A férje 25 évvel ezelőtti hirtelen halála és az Annie nevű közös gyermekük tragikus elvesztése miatt, a nő egyre jobban elzárkózódik a világ elől. Miután több mint 20 millió dollárt örökölt, Sarah meg van győződve róla, hogy ő maga is meg van átkozva, a Winchester "Ismétlőfegyver-vállalatnál" meghalt emberek kísértetei miatt. Amint tanácsot kér egy Spiritisztától, San Joséban (Kalifornia) belekezdenek egy hatalmas, látszólag soha véget nem érő kastély újjáépítésébe, melyet végül a "Winchester Rejtekház" elnevezést kapta. A ház állandó építés alatt áll, ahol Sarah rokona, Marion Marriott él a fiával, Henryvel. Az éjszaka folyamán, a fiút megszállja egy titokzatos entitás.
1906-ban, a Winchester cég felveszi Dr. Eric Price-t (Jason Clarke), hogy maradjon a házban és értékelje Sarah állapotát, mivel ő szellemileg alkalmatlan a vállalatnál maradni és finanszírozni. Eric gyötrődik a nemrégiben elhunyt felesége, Ruby miatt, és sűrűn kábítószerezésbe kezd. Ahogy megérkezik a házba, hamar kísérteties látványban lesz része a szobájában, amely szerinte csak a kábítószer mellékhatásai miatt vannak. Később szintén lát egy kísértetet az alagsorban, majd tanúja lesz annak, hogy a megszállott Henry leugrik a tetőről. Eric megmenti.
A következő napon, Eric elkezdi megvizsgálni Sarah mentális jóllétét. Sarah elismeri a szellemektől való félelmét, és reméli, hogy bír segíteni a továbbhaladásban. Kiderül, hogy tud Eric kábítószeres problémáiról, ezért elkobozza a gyógyszereket. Még azon az éjszakán, Eric szemtanúja lesz, hogy a látszólag megszállott Sarah egy új szobában vázlatrajzot készít. Eric megijed egy hirtelen felbukkanó entitástól, és visszaszalad a szobájába. Másnap Sarah megmutatja Ericnek az "Ismétlőfegyver-vállalat" által megölt emberek nyilvántartását, amit régóta vezet. Kiderül, hogy Eric egy Winchester puska általi lövés miatt meghalt, de aztán újjáéledt, valamint azt a golyót magánál tartja felújítva. Sarah elmondja, hogy tizenhárom szöggel lehet elzárni a gonosz szellemeket a szobában.
A megszállott Henry megpróbálja megölni Sarah-t egy puskával, de Eric és Marion időben leállítják őt. Felismerve, mennyire erőszakos ez a szellem, Sarah úgy dönt, hogy hazaküldi a munkavégzőket, és személyesen távolítja el a kísértetet az otthonából. Eric találkozik egy komornyikkal, aki valójában egy kísértet. Sarah-val azonosítják a szellemeket, és rájönnek, hogy ő nem más mint a Konföderációs Államok hadseregének katonája, Benjamin Block tizedes, aki az Amerikai polgárháborúban elvesztette két testvérét, Winchester puskák által. A feldühödött Ben berontott a Winchester irodájába, és lemészárolt 15 ártatlan emberi életet, mielőtt a rendőrség végzett volna vele (1883). Ben megszállja Henryt; a Winchester fegyverekkel felszerelt szobában, ahol anno lelőtték őt. Az 1906-os San Franciscói földrengés kezdetét veszi, és elpusztítja a ház egyes részét, Eric-et és Sarah-t különválasztva. A káoszban a megszállott Henry kiszabadul a szobájából, Marion pedig elkezdi keresni. Eric több szelemmel találkozik, mielőtt meglátná Ruby szellemét. Kiderült, hogy Ruby mentálisan beteg volt, és Eric tévesen diagnosztizálta őt. Az instabil Ruby emiatt lelőtte Ericet, mielőtt egy puskával végzett önmagával is. Ruby szelleme megerősíti férjét, és inspirálja őt, hogy segítsen Sarahnak. Eric újra találkozik Sarahval és sikerül csapdába ejteni Bent a szobájában. Marion és Henry, Ben testvérei közé szorulnak. Ben megpróbálja megölni Sarah-t, de közben a duó rájön, hogy Ben fél az Ericnél tartózkodó golyótól. Eric ezúttal képes látni a szellemeket a házban, mert előtte halt meg a nála lévő golyó által. Eric használja a golyót azzal a puskával, amivel Ben mészárolta le az áldozatokat, és végül elűzi őt. Henry és Marion felszabadulnak, majd a többi szellem visszatér a szobájukba.
Eric épelméjűen elmondja Sarahnak, hogy amíg teheti továbbra is vezesse a Winchester vállalatot. Sarah bejelenti szándékát, hogy több szobát fognak építeni, hogy több szellemen tudjon segíteni. Ahogyan a házat javítják, kiesik egy szög az egyik szoba ajtajából, ahová egy gonosz szellemet zárták be.

## Szereposztás
| Szerep           | Színész              | Magyar hang    |
| ---------------- | -------------------- | -------------- |
| Sarah Winchester | Helen Mirren         | Hámori Ildikó  |
| Dr. Eric Price   | Jason Clarke         | Fekete Ernő    |
| Marian Marriott  | Sarah Snook          | Mórocz Adrienn |
| Henry Marriott   | Finn Scicluna-O'Prey | Mayer Marcell  |
| John Hansen      | Angus Sampson        | Kardos Róbert  |
| Ruby Price       | Laura Brent          | Dobó Enikő     |
| Arthur Gates     | Tyler Coppin         | Fazekas István |
| Benjamin Block   | Eamon Farren         | Klem Viktor    |